# سنیدوویتسه
سنیدوویتسه (به لاتین: Snědovice) یک منطقهٔ مسکونی در جمهوری چک است که در ناحیه لیتومیریتسه واقع شده‌است. سنیدوویتسه ۳۰٫۱۱ کیلومتر مربع مساحت و ۷۱۰ نفر جمعیت دارد و ۲۱۴ متر بالاتر از سطح دریا واقع شده‌است.